# Elaeocarpus oriomensis
Elaeocarpus oriomensis là một loài thực vật có hoa trong họ Côm. Loài này được Weibel mô tả khoa học đầu tiên năm 1971.